# あいことば2
『あいことば2』（あいことばツー）は、日本のシンガーソングライター・山猿が2015年4月15日にエピックレコードジャパンから発売した1枚目（通算2枚目）のオリジナルアルバムである。

## 内容
前作『あいことば』から約2年5ヶ月ぶり、山猿名義としては初のオリジナルアルバム。
タイトルを前作に引き続き、『あいことば』を引用したことについて山猿は、「前作以降もファンがずっと離れずにライブに来場してくれたり、周りの支えで山猿に名義を戻してリスタートできた。そして自分にとってプラスになる言葉をたくさんかけてもらった。それら皆から愛の言葉をかけてもらったっていう意味で、今回もこの言葉を使った。」と語っている。
今作について山猿は、「いろんな乗り物に乗れる遊園地」と形容している。また、今作から山猿も作曲の欄にクレジットされるようになり、前作までは打ち込みを多用していたが、今作は生楽器を多用して制作された。
初回生産限定盤と通常盤の2形態で発売された。初回生産限定盤は三方背スペシャルボックス仕様で、特典としてショートフィルム『あいことば』と2014年10月6日に渋谷WWWにて開催された『LGMonkees解散LIVE みんなありがとう‼︎～でも寂しいからサヨナラは言わないよ～』のダイジェスト映像を収録したDVDが同梱された。また、12種類のロゴステッカーと、ダブル購入者特典スペシャルグッズプレゼント応募券、『あいことばは山猿です‼︎Tour 2015〜夏の陣〜』のツアーチケット先行予約チラシが封入された。

## 収録曲
| 全作詞: 山猿。 |                                                 |           |                |           |                      |      |
| #              | タイトル                                        | 作詞      | 作曲           | 編曲      | ストリングスアレンジ | 時間 |
| 1.             | 「桜色の記憶…」                                 | 山猿      | 山猿           | 川口圭太  |                      | 4:54 |
| 2.             | 「Maji SK」                                     | 山猿      | 山猿、楊慶豪   | 楊慶豪    |                      | 4:08 |
| 3.             | 「正直者はバカをみる!」                         | 山猿      | 山猿           | NAOKI-T   |                      | 4:37 |
| 4.             | 「夏の日」                                      | 山猿      | 山猿、楊慶豪   | 楊慶豪    | 立山秋航             | 3:55 |
| 5.             | 「いったいぜんたいなにがしたいかもわからない…」 | 山猿      | 山猿、川口圭太 | 川口圭太  |                      | 2:57 |
| 6.             | 「アルコール」                                  | 山猿      | 山猿、WolfJunk | WolfJunk  |                      | 4:00 |
| 7.             | 「LOVE me LOVE you」                            | 山猿      | 山猿、原田ナオ | 原田ナオ  |                      | 3:38 |
| 8.             | 「LGMから山猿」                                 | 山猿      | 山猿、SHO-W    | SHO-W     |                      | 3:43 |
| 9.             | 「4Life」                                       | 山猿      | 山猿、SiZK     | SiZK      |                      | 4:12 |
| 10.            | 「カジカ」                                      | 山猿      | 山猿、SHIKI    | SHIKI     |                      | 4:26 |
| 11.            | 「相棒」                                        | 山猿      | 山猿、SiZK     | SiZK      |                      | 4:25 |
| 12.            | 「3090〜愛のうた〜 (Orchestra Version)」        | 山猿      | 山猿           | 大坪稔明  |                      | 4:34 |
| 合計時間:      | 合計時間:                                       | 合計時間: | 合計時間:      | 合計時間: | 49:29                |      |

### 解説
1. 桜色の記憶…
4thデジタルシングルの表題曲。
2. Maji SK
3. 正直者はバカをみる!
「正しいと思うことをやれる男でいよう」というメッセージが込められている[2]。
4. 夏の日
5. いったいぜんたいなにがしたいかもわからない…
青春時代の悩みについて書かれた曲[1]。
6. アルコール
酒の楽しさをテーマにした楽曲[2]。
7. LOVE me LOVE you
8. LGMから山猿
『LGMonkees解散LIVE みんなありがとう‼︎～でも寂しいからサヨナラは言わないよ～』にて初披露された楽曲で、改名すると決心して最初に制作されたヒップホップナンバー[1]。
9. 4Life
1998年に開催されたAIR JAM '98に触れて音楽に目覚めてからミュージシャンになるまでの道のりが描かれた楽曲[1]。
10. カジカ
3rdデジタルシングルの表題曲。
11. 相棒
12. 3090〜愛のうた〜 (Orchestra Version)
1stシングルの表題曲のオーケストラバージョン。

## 参加ミュージシャン
- 山猿：Vocal (全曲)

Support Musician
- 川口圭太：Track (#1,5) & Guitar (#10)
- 楊慶豪：Track (#2,4)
- SiZK：Track (#9,11)
- NAOKI-T：Track (#3)
- WolfJunk：Track (#6)
- 原田ナオ：Track (#7)
- SHO-W：Track (#8)
- SHIKI：Track (#10)
- 奥田健治：Guitar (#3)
- 立山秋航：Guitar (#4)
- 山口隆志：Guitar (#11)
- 知念輝之：Guitar (#12)
- 今村舞：Drums (#10)
- 江口信夫：Drums (#12)
- 鈴木マナブ：Bass (#10)
- 小松秀行：Bass (#12)
- モチヅキヤスノリ：Piano (#10)
- 大坪稔明：Piano (#12)
- 玉木正昭：Percussion (#12)
- 吉田宇宙ストリングス：Strings (#10,11)
- 真部裕カルテット：Strings (#4)
- 弦一徹ストリングス：Strings (#12)
- SASUKE：Trombone (#12)
- 宮内岳太郎：Trombone (#12)
- 藤田乙比古：Flugelhorn (#12)
- 高橋臣宣：Flugelhorn (#12)

## タイアップ
- ショートフィルム『あいことば』主題歌 (#1,3,10)
- 私立大学『国際医療福祉大学』特待奨学生特別選抜入試CMソング (#9)
- 福井テレビ系夕方ワイド番組『おかえりなさ～い』エンディングテーマ (#10)